# PGA Championship
PGA Championship är en golftävling som är öppen endast för spelare på USA-touren samt för speciellt inbjudna spelare. Tävlingen arrangeras av Professional Golfers' Association of America och är den andra majorn som spelas under året.
Tävlingen spelades första gången 1916 på Siwanoy Country Club i Bronxville, New York. Vinnarpokalen donerades av Rodman Wanamaker och den fick namnet Wanamaker trophy. Till en början var det en matchspelstävling och blev en slagspelstävling 1958. Det sägs att det berodde på trycket från TV-bolagen som ville ha så många bra spelare som möjligt kvar på finaldagen. Den förste segraren Jim Barnes vann 500 dollar 1916, att jämföra med 2017 års vinnare Justin Thomas som vann 1 890 000 dollar.
Tävlingen har inte samma höga status som övriga majors, mest beroende på den begränsade tillgängligheten för spelare på andra tourer. Segraren i PGA Championship får på livstid deltaga i kommande upplagor av PGA-mästerskapet och ges en plats på de kommande fem upplagorna av Masters, US Open och British Open samt rätt till fullt spel (det så kallade "tour-kortet") på PGA-touren de kommande fem säsongerna. Flest segrar i slagspelsversionen av tävlingen har Jack Nicklaus som har vunnit tävlingen fem gånger.
PGA of America och PGA Tour offentliggjorde den 8 augusti 2017 att PGA-mästerskapet inför 2019 års upplaga skulle flyttas till maj månad, samtidigt som Players Championship skulle flyttas till mars månad.

## Segrare
| År   | Segrare            |
| 2025 | Scottie Scheffler  |
| 2024 | Xander Schauffele  |
| 2023 | Brooks Koepka      |
| 2022 | Justin Thomas      |
| 2021 | Phil Mickelson     |
| 2020 | Collin Morikawa    |
| 2019 | Brooks Koepka      |
| 2018 | Brooks Koepka      |
| 2017 | Justin Thomas      |
| 2016 | Jimmy Walker       |
| 2015 | Jason Day          |
| 2014 | Rory McIlroy       |
| 2013 | Jason Dufner       |
| 2012 | Rory McIlroy       |
| 2011 | Keegan Bradley     |
| 2010 | Martin Kaymer      |
| 2009 | Yang Yong-eun      |
| 2008 | Pádraig Harrington |
| 2007 | Tiger Woods        |
| 2006 | Tiger Woods        |
| 2005 | Phil Mickelson     |
| 2004 | Vijay Singh        |
| 2003 | Shaun Micheel      |
| 2002 | Rich Beem          |

| År   | Segrare         |
| 2001 | David Toms      |
| 2000 | Tiger Woods     |
| 1999 | Tiger Woods     |
| 1998 | Vijay Singh     |
| 1997 | Davis Love III  |
| 1996 | Mark Brooks     |
| 1995 | Steve Elkington |
| 1994 | Nick Price      |
| 1993 | Paul Azinger    |
| 1992 | Nick Price      |
| 1991 | John Daly       |
| 1990 | Wayne Grady     |
| 1989 | Payne Stewart   |
| 1988 | Jeff Sluman     |
| 1987 | Larry Nelson    |
| 1986 | Bob Tway        |
| 1985 | Hubert Green    |
| 1984 | Lee Trevino     |
| 1983 | Hal Sutton      |
| 1982 | Raymond Floyd   |
| 1981 | Larry Nelson    |

| År   | Segrare       |
| 1980 | Jack Nicklaus |
| 1979 | David Graham  |
| 1978 | John Mahaffey |
| 1977 | Lanny Wadkins |
| 1976 | Dave Stockton |
| 1975 | Jack Nicklaus |
| 1974 | Lee Trevino   |
| 1973 | Jack Nicklaus |
| 1972 | Gary Player   |
| 1971 | Jack Nicklaus |
| 1970 | Dave Stockton |
| 1969 | Raymond Floyd |
| 1968 | Julius Boros  |
| 1967 | Don January   |
| 1966 | Al Geiberger  |
| 1965 | Dave Marr     |
| 1964 | Bobby Nichols |
| 1963 | Jack Nicklaus |
| 1962 | Gary Player   |
| 1961 | Jerry Barber  |

| År   | Segrare           |
| 1960 | Jay Hebert        |
| 1959 | Bob Rosburg       |
| 1958 | Dow Finsterwald   |
| 1957 | Lionel Hebert     |
| 1956 | Jack Burke        |
| 1955 | Doug Ford         |
| 1954 | Chick Harbert     |
| 1953 | Walter Burkemo    |
| 1952 | Jim Turnesa       |
| 1951 | Sam Snead         |
| 1950 | Chandler Harper   |
| 1949 | Sam Snead         |
| 1948 | Ben Hogan         |
| 1947 | Jim Ferrier       |
| 1946 | Ben Hogan         |
| 1945 | Byron Nelson      |
| 1944 | Bob Hamilton      |
| 1943 | Hölls ej pga WWII |
| 1942 | Sam Snead         |
| 1941 | Vic Ghezzi        |

| År   | Segrare        |
| 1940 | Byron Nelson   |
| 1939 | Henry Picard   |
| 1938 | Paul Runyan    |
| 1937 | Denny Shute    |
| 1936 | Denny Shute    |
| 1935 | Johnny Revolta |
| 1934 | Paul Runyan    |
| 1933 | Gene Sarazen   |
| 1932 | Olin Dutra     |
| 1931 | Tom Creavy     |
| 1930 | Tommy Armour   |
| 1929 | Leo Diegel     |
| 1928 | Leo Diegel     |
| 1927 | Walter Hagen   |
| 1926 | Walter Hagen   |
| 1925 | Walter Hagen   |
| 1924 | Walter Hagen   |
| 1923 | Gene Sarazen   |
| 1922 | Gene Sarazen   |
| 1921 | Walter Hagen   |

| År   | Segrare          |
| 1920 | Jock Hutchison   |
| 1919 | Jim Barnes       |
| 1918 | Hölls ej pga WWI |
| 1917 | Hölls ej pga WWI |
| 1916 | Jim Barnes       |